# Wilhelm Gattinger
Wilhelm Gattinger (* 16. Juli 1861 in Frankfurt am Main; † 20. November 1927 in Mettlach) war ein deutscher Landschaftsmaler.

## Leben
Gattinger erhielt zunächst Unterricht in Geometrie und Perspektive durch seinen Vater. Später absolvierte er eine Lehre als Dekorationsmaler. Aufgrund seiner Begabung erhielt er Privatunterricht bei dem Maler Peipers sowie dem bekannten Frankfurter Landschaftsmaler, Radierer und Lithografen Peter Becker. Als er 17 Jahre alt war, wurde er an der Städelschule aufgenommen.
Im Alter von 36 Jahren kam Wilhelm Gattinger, der bereits in jungen Jahren ertaubt war, als Steingutmaler nach Mettlach. Ab 1914 war er als Lehrer an der Malschule von Villeroy & Boch tätig. Gattinger heiratete an seinem neuen Wohnort zum zweiten Mal. Ihm zu Ehren wurde eine Straße im Ortsteil Keuchingen benannt (Gattingerweg).

## Werk
Gattinger liebte wie sein Lehrer Peter Becker das Saartal. Er war ein Romantiker, der akribisch und zugleich stimmungsvoll die Landschaft an der unteren Saar festhielt. Neben seinen Ölbildern fanden seine meist in Bleistift oder Tusche ausgeführten Skizzen und Studien großen Anklang bei den Zeitgenossen.
Seine Werke befinden sich überwiegend in Privatbesitz. Das Merziger Museum Schloss Fellenberg präsentiert einige seiner Bilder in einer Dauerausstellung, z. B. eine Farblithografie mit der Ansicht der Abtei Mettlach.
Die Einnahmen aus dem Verkauf seiner Bilder erlaubten ihm ausgedehnte Reisen durch Deutschland, auf denen Ölbilder etwa des Spreewalds, der Lausitz, der Pfalz sowie von Rhein und Neckar entstanden sind.

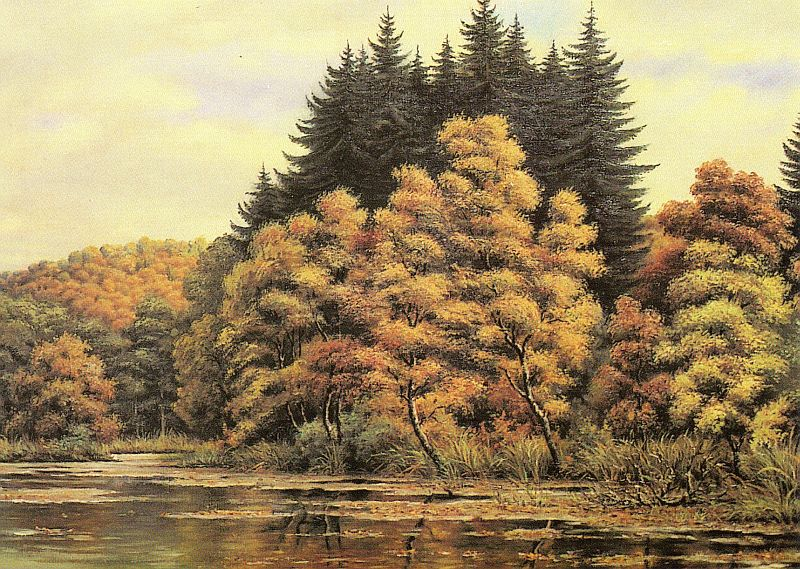
Mauritiusweiher in Mettlach (1927, Öl auf Leinwand)
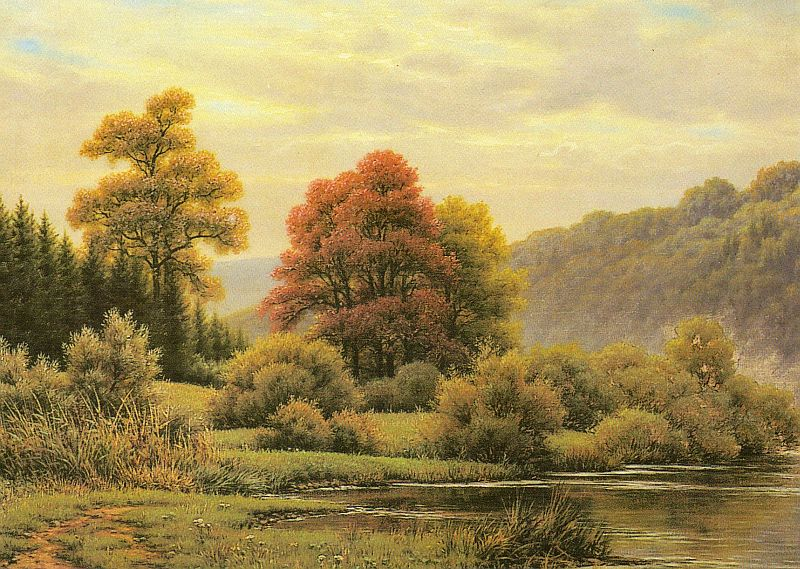
Blick aus der Alten Abtei in den Saareckpark in Mettlach (1925, Öl auf Leinwand)
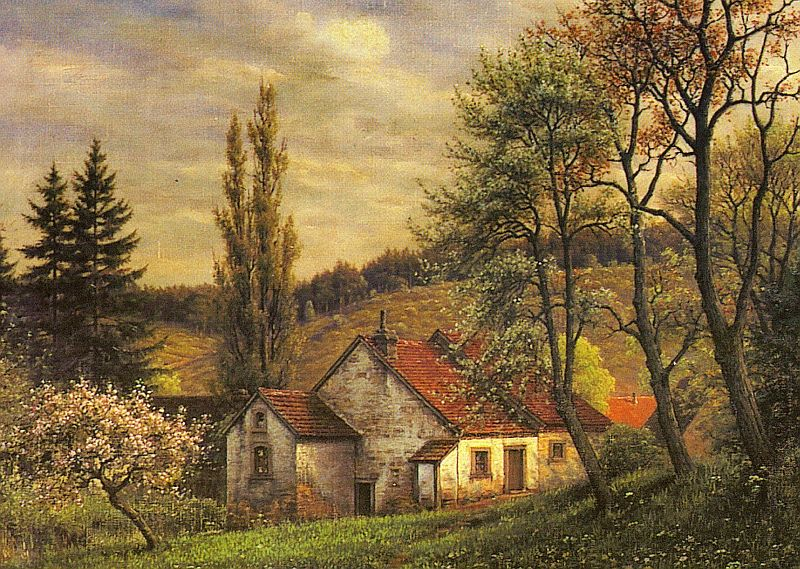
Salzmühle bei Dreisbach (o. J., Öl auf Leinwand)
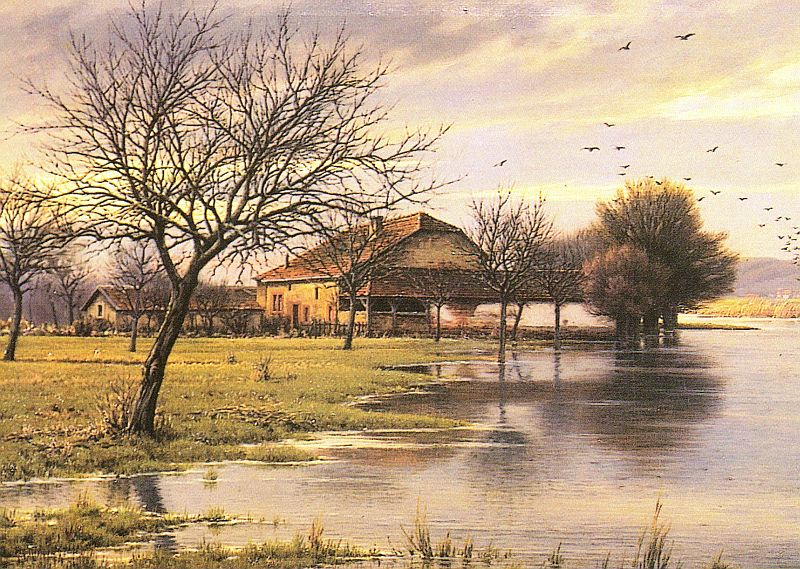
Gasthaus „Zur Saar“ in Hilbringen (o. J., Öl auf Leinwand)
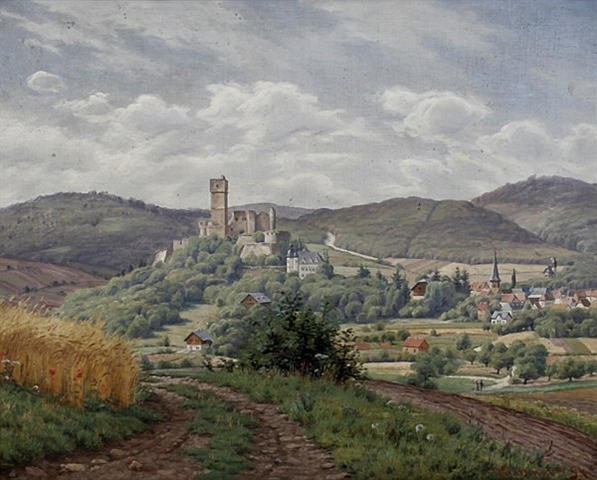
Blick auf das Dorf und die Burg Kronberg (1894)

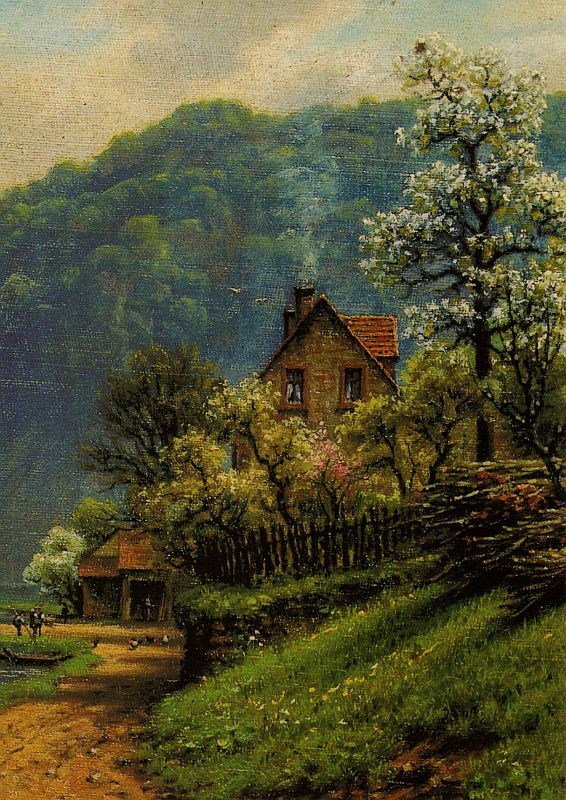
Ortseingang Saarhölzbach (1925, Öl auf Leinwand)
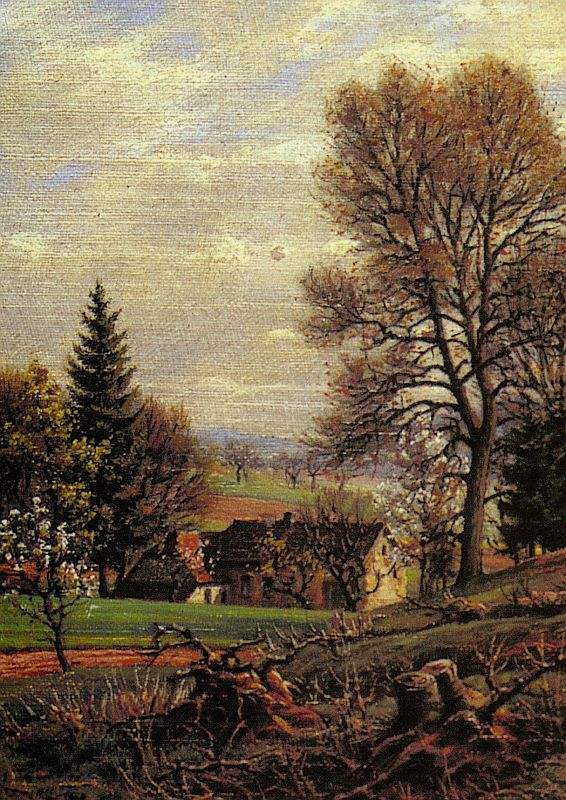
Alte Muehle Besseringen (Sommer), (1925, Öl auf Leinwand)
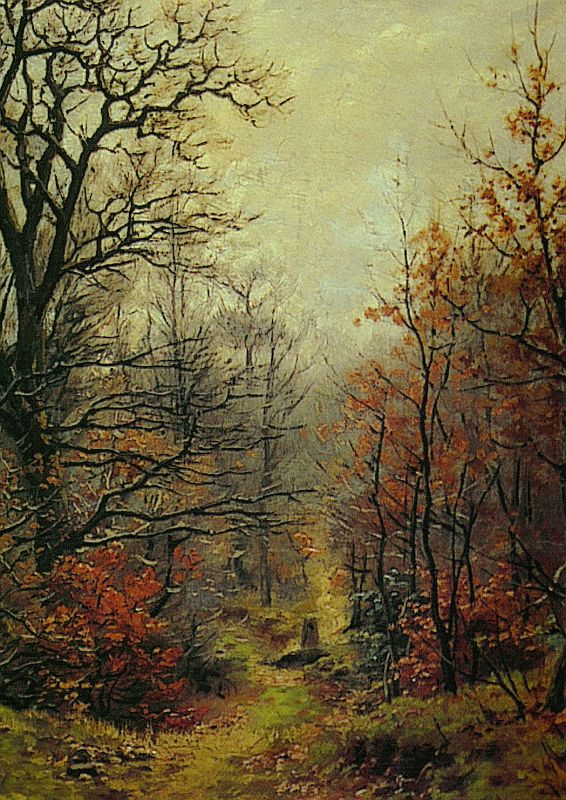
Schmaler Waldweg mit Stein (1924, Öl auf Leinwand)
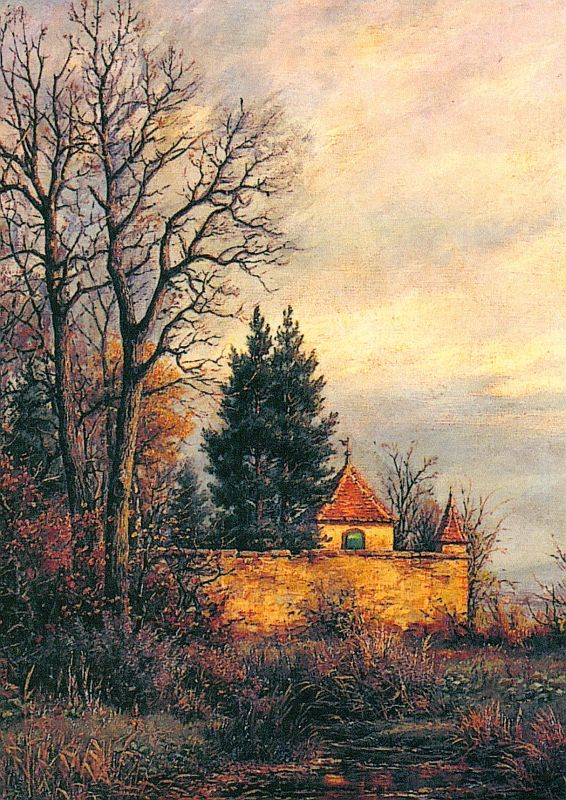
Marienhof (Saarlouis) (1922, Öl auf Leinwand)